# Japansk storax
Japansk storax (Styrax japonicus) är en art i familjen storaxväxter. Den förekommer naturligt i östra och sydöstra Asien.

### Webbkällor
- Svensk Kulturväxtdatabas
- Wikimedia Commons har media som rör Japansk storax.